# اردوگاه رفح
اردوگاه رفح (به عربی: مخیم رفح یا معسکر رفح) یک منطقهٔ مسکونی در فلسطین است. در قلب رفح، جنوب غزه، در نزدیکی مرز مصر قرار دارد. این اردوگاه در سال ۱۹۴۹ تأسیس شد. در آن زمان، یکی از پرجمعیت‌ترین اردوگاه‌ها در میان هشت اردوگاه در نوار غزه بود که بعنوان پناهگاه برای ۴۱۰۰۰ پناهنده بود که از جنگ‌های ۱۹۴۸ گریخته بودند و اکنون حدود ۹۹۰۰۰ پناهنده را در اختیار دارد. با گذشت زمان، هزاران پناهنده از اردوگاه به یک پروژه مسکن نزدیک در تل السلطان نقل مکان کردند بنحوی که اردوگاه از شهر مجاور تقریباً غیرقابل تشخیص شده بود.
ساکنان اردوگاه از روستاهای عربی و شهرهای فلسطین در سال ۱۹۴۸ از قبیل بالد، رام‌الله، جعفا و روستاهای اطراف آمده بودند؛ و نام این اردوگاه از یکی از روستاهای فلسطینی است که مردم از آن مهاجرت کرده بودند.
اکثر ساکنان اردوگاه در تجارت و بازار مرکزی مشغول به کار هستند که یکی از بزرگترین بازارها در نوار غزه است. بخشی دیگر از بخش صنعتی نیز تعداد ۶۰۰ کارگر و ۱۰۰ ماهیگیر دیگر را به استخدام درآورده اند.
این اردوگاه دارای ۹ مدرسه ابتدایی برای پسران، ۱۲ مدرسه ابتدایی برای دختران، ۴ مدرسه پیش دبستانی برای پسران و دختران است؛ و تعداد زیادی مهد کودک در آن وجود دارد.